# Serving Sara
Serving Sara är en tysk-amerikansk långfilm från 2002 i regi av Reginald Hudlin, med Matthew Perry, Elizabeth Hurley, Vincent Pastore och Bruce Campbell i rollerna.

## Handling
I Seving Sara möter den skoningslöse delgivningsmannen Joe Tyler sin like i den vackra Sara. Detta blir upptakten på en dråplig kapplöpning där en miljon dollar är belöningen - och kanske det som inte går att köpa för pengar.

## Rollista
| Matthew Perry          | – Joe Tyler      |
| Elizabeth Hurley       | – Sara Moore     |
| Vincent Pastore        | – Tony           |
| Bruce Campbell         | – Gordon Moore   |
| Cedric the Entertainer | – Ray Harris     |
| Amy Adams              | – Kate           |
| Terry Crews            | – Vernon         |
| Jerry Stiller          | – Milton the Cop |
| Marshall Bell          | – Warren Cebron  |